# Гови, Серджо Адольфо
Се́рджо А́дольфо Го́ви (итал. Sergio Adolfo Govi, 30 июня 1934 год, Оспиталетто, Италия — 31 мая 2016 года) — католический прелат, второй епископ Босангоа с 22 апреля 1978 года по 10 июня 1995 года. Член монашеского ордена капуцинов.

## Биография
После получения среднего образования в 1952 году поступил в монастырь капуцинов. 2 апреля 1960 года был рукоположён в священники. В течение следующего года служил в приходе Сант-Антонио-ди-Сальсомаджоре в Венеции. В 1962 году был назначен редактором журнала «Frate Francesco». В 1964 году отправился на миссию в Центральноафриканскую Республику. Служил викарием и затем настоятелем в приходе селения Батангафо. В 1973 году был назначен настоятелем капуцинской миссии.
5 июня 1975 года Римский папа Павел VI назначил его вспомогательным епископом епархии Босангоа и титулярным епископом Тортибулума. 26 октября 1975 года состоялось его рукоположение в епископы, которое совершил архиепископ Котону Бернарден Гантен в сослужении с епископом Босангоа Леоном-Туссеном-Жаном-Клеманом Шамбоном и титулярным епископом Плестии Бруно Форести.
22 апреля 1978 года римский папа Павел VI назначил его епископом Босангоа.
10 июня 1995 года подал в отставку. Скончался 31 мая 2016 года.